# Tanggo Raso
Tanggo Raso is een bestuurslaag in het regentschap Bengkulu Selatan van de provincie Bengkulu, Indonesië. Tanggo Raso telt 938 inwoners (volkstelling 2010).